# Holographis virgata
Holographis virgata là một loài thực vật có hoa trong họ Ô rô. Loài này được (Harv. ex Benth. & Hook. f.) T.F. Daniel mô tả khoa học đầu tiên năm 1983.